# Jaume Porta Casanellas
Jaume Porta Casanellas (Barcelona, 24 de agosto de 1944-Lérida, 22 de septiembre de 2023) fue un ingeniero agrónomo español,  catedrático de la Universidad de Lérida y escritor. Presidente de la Sociedad Española de la Ciencia del Suelo. Miembro del Instituto de Estudios Catalanes. Estaba casado con Marta López-Acevedo Reguerín y tiene cuatro hijos: Marta, Covadonga, Jaume y Manuel.

## Biografía
Tras completar el Bachillerato en el Liceo Francés de Barcelona, se licenció en la Escuela Técnica Superior de Ingenieros Agrónomos (Universidad Politécnica de Madrid, 1971); DEA Pédologie (Université de Nancy, Francia, 1972); Doctorado (ETSI Agrónomos, UPM, 1975). Ha sido director del Departamento de Medios de la Producción Agraria del Ministerio de Agricultura, Pesca y Alimentación de España (MAPA, en La Coruña, Zaragoza y Madrid, 1973-75). Miembro de la Comisión de Métodos Oficiales de Análisis de Suelos y Aguas del MAPA. Secretario de la Comisión del Banco de Datos de Suelos y Aguas del MAPA (1983). Cofundador y director del departamento de Suelo y Clima de la Universidad Politécnica de Cataluña (UPC). Profesor visitante de l' École National Supérieur Agronomique (ENSA) de París-Grignon (1983 a 1986) y de la Universidad Nacional Autónoma de México (UNAM) (1993 a 2010). Director de la ETSI Agrónomos y de la EUIT Agrícola de la UPC (1984-87). Vicepresidente de la Comisión Gestora (1992-93) y primer Rector de la Universidad de Lleida (UdL) (1993-2003). director general de la Fundación de la UdL (2012-14). Cofundador y secretario del Consejo Editorial del Spanish Journal of Soil Science (SECS, CSIC, Universia, 2011-). Miembro del Consejo Asesor del Desarrollo Sostenible (CADS, Barcelona, 2003-07). Director y coautor del espacio web Protección de Suelos (IEC, 2008).

## Obra publicada (síntesis)
Coordinador del libro: SINEDARES. Manual de Descripción Codificada de Suelos en el Campo (MAPA, 1983). Director y coautor de los libros: Técnicas y Experimentos en Edafología (COEAC, 1986); Edafología para la Agricultura y el Medio Ambiente (Mundi Prensa, 1994, 1999, 2003); Edafología. Uso y Protección del Suelo (Mundi Prensa, 2008, 2011, 2013); Agenda de Campo de Suelos (Mundi Prensa, 2005); Els Sòls de Catalunya Conca Dellà (ICGC, 2011); Doctorat Honoris Causa a l'Exili Català per la Universitat de Lleida (UdL, 2003); Vacla Havel. Una Trayectoria, una Investidura (UdL, 2003); Diccionario Multilingüe de la Ciencia del Suelo en línea (Español, catalán, gallego y portugués, con equivalencias en francés e inglés) (SECS, 2013-actual); Una Oferta de Educación a lo Largo de Toda la Vida: Análisis de 25 Ediciones del Curso Internacional de Edafología Nicolás Aguilera de la UNAM (Mundi Prensa, 2008); La Universidad en el Cambio de Siglo (Alianza Editorial, 1998); Guía de Lleida. Paseando por la Arquitectura del Siglo XX (2004), entre otras publicaciones científicas.

## Premios y reconocimientos
Medalla de la Agricultura de la Generalidad de Cataluña (1986); Medalla del Estudi General de Lleida UdL (2004); Medalla de la Associació Catalana d'Universitats Publiques (ACUP, 2015); Premio al Libro Agrario Fira de San Miguel (Lleida, en 1986 y 1994); Premio Juan de Asso (Diputación General de Aragón).